# Canon EOS RT

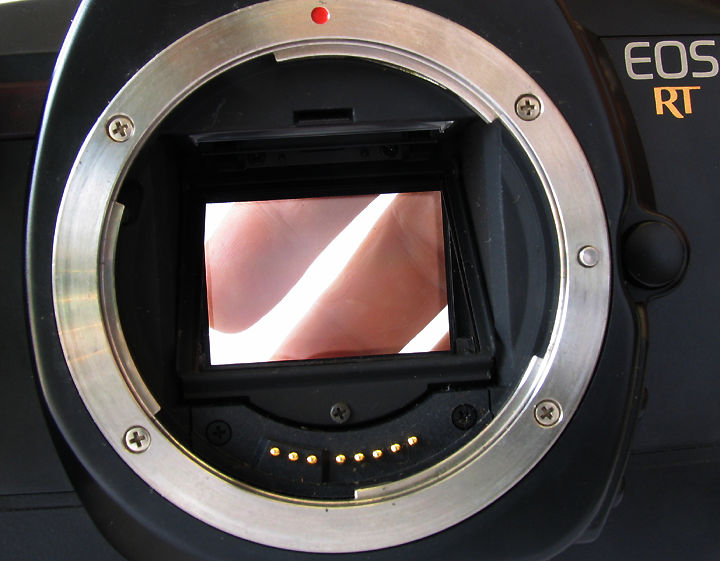
Bild på den halvgenomskinliga spegeln

Canon EOS RT är en systemkamera för film som tillverkades mellan åren 1989 och 1992. Till skillnad från andra systemkameror för film så fälls spegeln inte upp när man tar en bild. Spegeln är halvtransparent så därför kan man ha en slutarfördröjning så kort som 8 millisekunder.  Nackdelarna med detta spegelsystem innebär att man förlorar ett halvt bländarsteg och att sökaren måste tillverkas av så att den är extremt ljusstark så att det lilla ljus som kommer upp mattskivan ger en ljus sökarbild, detta gör kameran dyrare än kameror som är tillverkade på vanligt sätt.